# J-Game
『J-Game』（ジェー・ゲーム）は、台湾の歌手蔡依林（ジョリン・ツァイ）の7枚目のオリジナルアルバムである。2005年4月25日に台湾のソニーBMGより発売された。主な収録曲は「許願池的希臘少女」、「睜一隻眼閉一隻眼」、「Oh Oh」、「反覆記号」など。

## 収録曲
1. Intro
2. 野蛮遊戯/J-Game
3. 許願池的希臘少女/Greek Girl by the Wishing Pond
4. 天空/Sky
5. 睜一隻眼閉一隻眼/Overlooking Purposely
6. 反覆記号/Repeated Note
7. 酸甜/Sweat and Sour
8. Oh Oh
9. 独占神話/Exclusive Myth
10. 追殺邱比特/Hunting Cupid
11. 好想你/Missing You